# 13. oktober
13. oktober je 286. dan leta (287. v prestopnih letih) v gregorijanskem koledarju. Ostaja še 79 dni.

## Dogodki
- 54 – Nero postane rimski cesar
- 1307 – Filip IV. da zapreti francoske templjarje
- 1753 – Marija Terezija naroči prvi popis prebivalstva v Habsburški monarhiji
- 1781 – Jožef II. Habsburško-Lotarinški podpiše tolerančni patent, ki uvede versko svobodo v Habsburški monarhiji
- 1827 – ruska vojska zavzame Erevan, glavno mesto Armenije
- 1884 – sprejet dogovor o greenwiškem poldnevniku
- 1914 – Britanci zavzamejo Ypres
- 1923 – Ankara postane glavno mesto Turčije
- 1939 – nemška podmornica napade škotsko pristanišče Scapa Flow
- 1943 – Italija napove vojno Tretjemu rajhu
- 1944 – Rdeča armada zasede Rigo
- 1960 – Nikita Hruščov na zasedanju OZN najprej zlomi govorniško kladivo in ga nato nadomesti s svojim čevljem
- 1970 – FBI aretira borko za pravice temnopoltih Angelo Davis
- 1972 – v letalski nesreči v čilskih Andih umre 29 potnikov, 16 jih preživi tako, da jedo umrle sopotnike
- 1977 – palestinska teroristična skupina ugrabi Lufthansino letalo in zahteva izpustitev zaprtih pripadnikov Baader-Meinhofa
- 1983 – ustanovljen Neue Slowenische Kunst
- 1997 – z avtomobilom ThrustSCC kot s prvim kopenskim vozilom prebijejo zvočni zid

## Rojstva
- 1162 – Leonora Angleška, kastiljska kraljica, soproga Alfonza VIII. († 1214)
- 1768 – Jacques Félix Emmanuel Hamelin, francoski admiral in raziskovalec († 1839)
- 1776 – Peter Barlow, angleški matematik in fizik († 1862)
- 1821 – Rudolf Ludwig Karl Virchow, nemški patolog, politik († 1902)
- 1855 – Eduard Robert Flegel, nemški raziskovalec († 1886)
- 1874 – Jožef Klekl, slovenski duhovnik, politik, pisatelj († 1948)
- 1895 – Makso Šnuderl, slovenski pravnik († 1979)
- 1899 – Piero Dusio, italijanski nogometaš in avtomobilski dirkač († 1975)
- 1910 – Art Tatum, ameriški pianist († 1956)
- 1913 – Boris Fakin - Igor Torkar, slovenski pisatelj, pesnik († 2004)
- 1919 – Hans Hermann Groër, avstrijski kardinal († 2003)
- 1924 – Roberto Eduardo Viola, argentinski general in politik († 1994)
- 1925 – Margaret Thatcher, britanska predsednica vlade († 2013)
- 1926 – Ray Brown, ameriški jazzovski basist († 2002)
- 1931 – Raymond Kopa, francoski nogometaš
- 1932 – Dušan Makavejev, jugoslovanski filmski režiser
- 1934 – Nana Mouskouri, grška pevka in političarka
- 1949 – Patrick Nève, belgijski avtomobilski dirkač
- 1965 – Marko Prezelj, slovenski alpinist, gorski vodnik, fotograf
- 1967:
  - Kate Walsh, ameriška filmska in televizijska igralka
  - Javier Sotomayor, kubanski atlet
  - Aleksander Čeferin, slovenski odvetnik, 7. predsednik UEFE
- 1979 – Wes Brown, angleški nogometaš
- 1981 – Dimitrios Mougios, grški veslač

## Smrti
- 54 – Klavdij, rimski cesar (* 10 pr. n. št.)
- 1093 – Robert I., holandski grof (* 1035)
- 1100 – Gvido I. Ponthieujski, normandijski grof Ponthieuja
- 1119 – Alan IV., bretonski vojvoda
- 1131 – Filip Francoski, sokralj (* 1116)
- 1240 – Razia Sultana, vladarka delhijskega sultanata (* 1205)
- 1282 – Ničiren, japonski budistični filozof (* 1222)
- 1325 – Robert VII., grof Boulogneja in Auvergneja (* 1282)
- 1382 – Peter II. Lusignanski, ciprski kralj (* 1357)
- 1435 – Herman II., celjski grof (* 1361)
- 1605 – Theodor Beza, francoski reformator, kalvinistični teolog, biblicist (* 1519)
- 1687 – Geminiano Montanari, italijanski astronom (* 1633)
- 1694 – Samuel von Pufendorf, nemški pravnik, filozof, zgodovinar, državnik (* 1632)
- 1715 – Nicolas Malebranche, francoski filozof, teolog (* 1638)
- 1815 – Joachim Murat, francoski maršal (* 1767)
- 1822 – Antonio Canova, beneški kipar (* 1757)
- 1869 – Charles Augustin Sainte-Beuve, francoski pesnik, kritik, književni zgodovinar (* 1804)
- 1882 – Arthur de Gobineau, francoski aristokrat in rasni teoretik (* 1816)
- 1938 – Elzie Cristle Segar, ameriški risar (* 1894)
- 1947 – Archibald Armar Montgomery-Massingberd, britanski feldmaršal (* 1871)
- 1953 – Sergej Ivanovič Beljavski, ruski astronom (* 1883)
- 1942 – Marko Natlačen, slovenski politik, ban (* 1886)
- 1957 – Erich Auerbach, nemški filolog (* 1892)
- 1981 – Philippe Étancelin, francoski avtomobilski dirkač (* 1896)
- 1987 – Walter Houser Brattain, ameriški fizik, nobelovec 1956 (* 1902)
- 2001 – Fritz Fromm, nemški rokometaš (* 1913)
- 2003 – Bertram Neville Brockhouse, kanadski fizik, nobelovec 1994 (* 1918)
- 2006 – Dino Monduzzi, italijanski kardinal (* 1922)
- 2016 – Bhumibol Adulyadej, tajski kralj (* 1927)
- 2016 – Dario Fo, italijanski gledališki pisatelj, igralec, direktor in dobitnik nobelove nagrade za literaturo (* 1926)